# جی‌ای هلث‌کر
جی‌ای هلث‌کر (به انگلیسی: GE Healthcare) شرکت تجهیزات پزشکی و مهندسی پزشکی چندملیتی آمریکایی است، که در زمینه طراحی، توسعهٔ فناوری و تولید انواع دستگاه‌های سی‌تی اسکن، ماشین‌های ایکس-ری، دستگاه‌های ام‌آرآی، ماموگرافی و سونوگرافی فراصوتی، سامانه‌های مانیتورینگ بیمار، تجهیزات رادیولوژی و پرتونگاری، نوار قلب، سامانه‌های مقطع‌نگاری رایانه‌ای تک‌فوتونی و دستگاه‌های پایش پزشکی فعالیت می‌نماید.
شرکت جی‌ئی هلث کر در سال ۱۹۹۴ به‌عنوان شرکت تابعه‌ای از شرکت جنرال الکتریک راه‌اندازی شد. دفتر مرکزی این شرکت در شهر شیکاگو، ایلینوی قرار دارد.